# Marcel Claude
Marcel Henri Claude Reyes (Santiago, 26 de febrero de 1957) es un economista, académico y activista político chileno. Fue candidato presidencial para elección de 2013 con el patrocinio legal del Partido Humanista y el apoyo del movimiento «Todos a La Moneda», donde consiguió el 2,81% de los votos.
Trabajó en el Banco Central de Chile y luego dirigió dos organizaciones no gubernamentales medioambientalistas, la Fundación Terram y la oficina chilena de la Fundación Oceana. Ideológicamente se define como ecosocialista.

## Biografía
Nació el 26 de febrero de 1957, en Santiago de Chile, hijo de Roland Hugo Claude Dellepiane, oriundo de Concepción, y Leyla del Carmen Reyes Maluje.
En 1975 ingresó a la Facultad de Ciencias Económicas y Administrativas de la Universidad de Chile —hoy Facultad de Economía y Negocios—, donde se licenció en Ciencias Económicas, con mención en Economía, en 1982. Ese mismo año le fue conferido el grado de Magíster en Ciencias Económicas, con mención en Economía, en el Programa de Estudios Económicos Latinoamericanos para Graduados (ESCOLATINA), de la misma facultad donde egresó. En 1986 obtuvo una beca de la Universidad Católica de Lovaina, Bélgica, donde egresó con el título de Master of Arts (Maîtrise en Sciences Economiques) en 1987. En esta misma universidad fue candidato al Doctorado en Economía.[cita requerida]
Contrajo matrimonio civil el 25 de julio de 1986 con Oriella Celsi Tasso.

## Carrera profesional

### Funcionario del Banco Central
Ingresó al Banco Central de Chile en julio de 1983. Se desempeñó en la institución emisora chilena como analista económico dentro del Departamento Política Financiamiento Externo, hasta julio de 1986. En este puesto realizó varios informes, que tratan temas como la deuda externa y las posibilidades de ser solucionada, informes semanales sobre el estado de la deuda externa en Latinoamérica, entre otros. Fue profesor de Desarrollo Económico de la Universidad Católica de Valparaíso durante este mismo período.
Entre julio de 1990 y 1992 trabajó como analista económico de la Dirección de Estudios del Banco Central, donde se dedicó a realizar análisis sobre el sector real de la macroeconomía, preparar informes al Senado y evaluar las políticas económicas adoptadas por el Consejo del Banco Central. En 1992 comenzó a trabajar como analista económico de la Unidad Asesora de Política Económica.
Desde septiembre de 1993 hasta diciembre de 1995 se desempeñó como jefe de la Unidad de Cuentas Ambientales. Dirigió el equipo técnico-profesional a cargo de evaluar, analizar y valorizar económicamente la disponibilidad de recursos naturales del país, su agotamiento, degradación y regeneración al objeto de incorporar los resultados en las cuentas macroeconómicas de Chile. Los resultados alcanzados por este trabajo, que demostraban la correlación entre el éxito económico y la depredación de los recursos forestales, pesqueros y mineros, provocaron repercusiones incluso en el extranjero y terminaron por marcar la salida de Claude del Banco Central. El informe fue luego refutado por un nuevo estudio, publicado en 2001, que el Banco Central realizó junto a la Corporación Nacional Forestal (Conaf).

### Director de Terram y Oceana

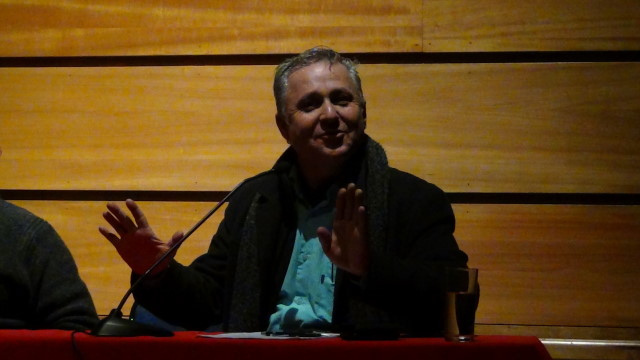
Claude exponiendo sobre recursos naturales en el campus Beauchef de la Universidad de Chile, 2012.

En 1997, y tras su paso por el Banco Central, creó la Fundación Terram, cuyo objetivo era promover el desarrollo sustentable en Chile. En ese rol, desplegó una severa crítica al desarrollo de la industria salmonera, lo que le valió el apelativo de «terrorista de las cifras» por parte del diario El Mercurio. También apuntó a la industria forestal, intentando demostrar cómo esta era responsable de la destrucción del bosque nativo. Dejó Terram en 2003, aunque continuó como presidente del directorio de la ONG.
En abril de 2003 creó en Chile la Oficina para América del Sur y la Antártica de la Fundación Oceana, de la cual fue su director ejecutivo. Casi en forma paralela a su llegada a Oceana, Claude asumió la presidencia de Fundación Representa, fundada el 3 de septiembre de 2003. Se desempeñó como director de Oceana hasta noviembre de 2006, cuando fue despedido por la fundación, ya que a su juicio, la oficina había adquirido bajo la gestión de Claude «visiones estratégicas distintas» que las de Oceana. A ello se sumó que la oficina chilena de Oceana había sido constituida como sociedad comercial en Chile, siendo el financiamiento de la fundación manejado por Claude.

### Académico
En 2007 se desempeñó como director del Departamento de Investigación de la Universidad Arcis y como profesor de Desarrollo Económico y Economía de los Recursos Naturales en la Escuela de Gobierno y Gestión Pública del Instituto de Asuntos Públicos de la Universidad de Chile. En 2009 fue elegido mediante concurso público como director del Área de Estado, Economía y Gestión de la Universidad Academia de Humanismo Cristiano.

## Carrera política

### Militancias en DC y PPD y apoyo al PH

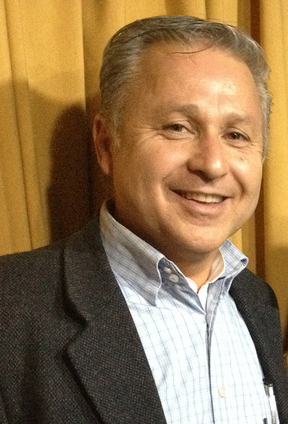
Claude en 2013.

Militó en la Juventud Demócrata Cristiana hasta el golpe de Estado de 1973. Durante la dictadura militar participó del Movimiento contra la Tortura Sebastián Acevedo y la Agrupación de Economistas Socialistas, ambas organizaciones opositoras a la dictadura. En 1990, tras sus estudios en Bélgica, se unió al Partido Por la Democracia (PPD). En este último fue presidente de la comisión económica y secretario ejecutivo de la comisión programática. Renunció al partido en 1995, aludiendo discrepancias ideológicas.
En 2005 decidió apoyar al candidato del pacto Juntos Podemos en las elecciones presidenciales de ese año, el humanista Tomás Hirsch, en un proceso de definición donde incluso apareció como posible abanderado. Luego de la elección se desvinculó del pacto.

### Candidatura presidencial de 2013
Claude lanzó su candidatura presidencial en septiembre de 2012, con miras a la elección de 2013, la cual se definió a sí misma como una "propuesta ciudadana". El Partido Humanista (PH) le entregó su apoyo el 12 de marzo de 2013. El 6 de abril sumó el apoyo de Izquierda Unida (IU). También recibió el apoyo de otros movimientos políticos como el MAIZ, la Nueva Izquierda Universitaria (NIU), la Unión Nacional Estudiantil (UNE), el Movimiento Patriótico Manuel Rodríguez, y la Red Libertaria, entre otros, los que se aglutinaron en el pacto Todos a La Moneda. El 12 de agosto inscribió oficialmente su candidatura, y el 26 de septiembre se realizó un masivo acto de apertura de campaña en el Teatro Caupolicán. En dicha candidatura obtuvo 184.906 votos, equivalente al 2,81% de las preferencias, ubicándose en el quinto lugar entre los nueve postulantes a la presidencia.
Tras su derrota electoral, Claude insinuó que en los comicios en donde fue partícipe «pudo haber fraude», ya que según él, su magro resultado no concordaba con las masivas concentraciones que encabezaba. La declaración fue rechazada por algunos colaboradores de su campaña, principalmente por el humanista Tomás Hirsch —dirigente del partido que le otorgó respaldo legal a la candidatura— y por los directivos de la Izquierda Unida. En agosto de 2014, algunos de los movimientos políticos que formaron parte del comando anunciaron la rearticulación de Todos a La Moneda sin la presencia del economista, ya que decidieron apartarse de toda forma de "caudillismo" que, según ellos, representaba su figura. Sin embargo, otro grupo denominado como "Todos a La Moneda a Refundar Chile", afirmó que continuaba apoyando a Claude. A principios de 2015, a más de un año de la elección, Claude ratificó su alejamiento de los humanistas cuando los acusó de generar deudas y usar boletas falsas para financiar su campaña.

### Precandidatura de 2017, nuevo partido y candidatura a alcalde
En noviembre de 2016 lanzó su segunda candidatura presidencial, esta vez para la elección presidencial de 2017. En la ocasión hizo un llamado a realizar «primarias ciudadanas», para generar una lista parlamentaria y llevar un candidato a la presidencia. Claude no logró concretar su postulación e incluso se ausentó de su propia proclamación.
En noviembre de 2019 apareció como uno de los firmantes de la constitución de una nueva colectividad en formación llamada Partido de Trabajadores y la Ecología, siendo su secretario político.
Para las elecciones municipales de 2021 se presentó como candidato a alcalde por la comuna de Papudo con el apoyo de Unión Patriótica (UPA), sin lograr ser electo.

## Otras actividades públicas

### Activista y asesor sindical
Se ha desempeñado como consultor económico en el Sindicato Unificado de Trabajadores y el Sindicato de Supervisores de la División Andina de Codelco.
En 1998 interpuso una denuncia, junto a Sebastián Cox y Arturo Longton, ante la Comisión Interamericana de Derechos Humanos por la negativa del Comité de Inversiones Extranjeras a brindar acceso a la información pública sobre un proyecto forestal. La demanda, que pasó a la Corte Interamericana de Derechos Humanos el 8 de julio de 2005, fue fallada a favor de los demandantes.
En 2006 participó dando charlas a estudiantes en el contexto de las movilizaciones estudiantiles realizadas ese año en Chile, particularmente en el Instituto Nacional, en Santiago. Desde ese entonces ha realizado numerosas charlas de economía y política en diferentes universidades del país, planteando que la «renacionalización» del cobre puede ser lograda por medios constitucionales, y a su vez ello sería una solución para la crisis educacional.

### Participación en medios
Desde 1997 comenzó a publicar en distintos medios de comunicación chilenos columnas de opinión, donde planteó sus críticas al neoliberalismo chileno. Publicó columnas en los diarios La Época, La Nación (1999), y en la desaparecida revista Rocinante. Desde 2001 también lo hizo en El Mostrador, El Metropolitano y Publimetro. También publicaba columnas en Radio Chilena y presentaba el programa Archivos del Subdesarrollo en Radio Universidad de Chile.
Entre 2001 y 2006 fue panelista frecuente del programa El termómetro de Chilevisión. Entre 2011 y 2012 participó como panelista frecuente en el programa de Julio César Rodríguez, Síganme los buenos. También participó como invitado esporádico en diversos programas de televisión como Mentiras verdaderas y Última mirada, entre otros.
En 2010 lanzó Diario Uno, un semanario financiado por crowdfunding. La empresa fracasó y cerró su edición impresa el 31 de octubre de ese año, y su edición en línea el 21 de diciembre. Más tarde pasó a dirigir el periódico de avisos económicos El Rastro, donde es también columnista.

## Controversias

### Acusación contra la familia Zaldívar
En noviembre de 2002 Marcel Claude, junto con el entonces senador Nelson Ávila y al presidente de la Confederación Nacional de Pescadores Artesanales de Chile, Cosme Caracciolo, acusó en el programa El termómetro a los senadores Andrés y Adolfo Zaldívar de tener conflicto de interés para tramitar la Ley "corta" de Pesca, dado que ambos —y otros miembros de su grupo familiar— eran accionistas de la empresa pesquera Eperva. Los parlamentarios interpusieron una querella contra Claude por injurias y calumnias en diciembre de ese año, sin embargo éste fue sobreseído en 2006 por el juez Alejandro Madrid. El fallo fue confirmado por la Corte de Apelaciones de Santiago en marzo de 2007.

### Diario Uno
Claude debió enfrentar dos demandas laborales por parte de trabajadores del fallido proyecto Diario Uno, siendo acusado de despido injustificado y el no pago de previsiones. Aunque se defendió planteando que no tuvo vínculo laboral con sus demandantes, la justicia falló en su contra, obligándolo a cancelar una indemnización. En octubre de 2013 —en plena campaña presidencial— fue requerido por el Segundo Juzgado Laboral de Santiago, ya que había postergado el pago de la compensación. El tribunal solicitó el embargo y remate de su departamento para cancelar la deuda de cerca de 20 millones de pesos.

### Deuda de pensión alimenticia
El 5 de junio de 2013, Marcel Claude —en plena candidatura presidencial— fue requerido en su domicilio por la Policía de Investigaciones de Chile, para que éste cumpliera el arresto nocturno que se había decretado en su contra por adeudar 16 millones de pesos por la pensión alimenticia de sus hijos. Sin embargo, la diligencia policial se vio interrumpida ya que Claude demostró que ya había realizado pagos por 12 millones de pesos y adeudaba 4 millones. Más tarde, el candidato presidencial declaró que era «un chileno como todos, que tiene problemas de deudas y que no es fácil cumplir todas las obligaciones que uno tiene en este país». La hija de Claude, ese mismo día, declaró que su padre «siempre ha velado por el bienestar y cuidado de nosotros» y lamentó el tratamiento que dio la prensa al tema. Tiempo después, algunos integrantes del Partido Humanista afirmaron que el pago realizado por Claude correspondió a dineros entregados por la colectividad.

### Financiamiento de campaña presidencial
La campaña presidencial de Marcel Claude tuvo dificultades para su financiamiento, las que derivaron en una millonaria deuda y demandas por trabajos impagos. Gran parte de la candidatura fue sostenida gracias a un préstamo otorgado por el Banco Estado, el que ascendió a los 110 millones de pesos, además de aportes entregados por el Partido Humanista. Los votos obtenidos por el postulante entregaron una devolución de 127 millones, mientras que el gasto detallado por el Servicio Electoral quedó en 161 millones. Aunque los números no parecieron disímiles, Claude aseguró que en su candidatura lo había "perdido todo" y que quedó con una deuda cercana a los 150 millones. Los adherentes del economista iniciaron una campaña para reunir fondos a su favor.
Tras finalizar la candidatura presidencial, Claude fue acusado por la productora audiovisual «La Toma» por la entrega de un cheque sin fondos —equivalente a 18 millones de pesos— en el pago de la realización de su franja televisiva. El 7 de diciembre de 2013, los denunciantes publicaron un video en Youtube donde dieron a conocer el hecho. El movimiento Todos a La Moneda respondió a esta acusación, afirmando que se trataba de un "cheque en garantía" y que trabajaba en una fórmula para cancelar la deuda. El propio Claude cuestionó a sus demandantes y expresó su inconformidad con el trabajo realizado. El excandidato también anunció una querella en contra de la productora por incumplimiento de contrato y el uso de su imagen en el video-denuncia. Días después, «La Toma» publicó un nuevo video donde confirmó sus acusaciones en contra del economista. En marzo de 2014, el Cuarto Juzgado de Garantía de Santiago declaró admisible una querella en contra de Claude por giro doloso de cheques en el pago de publicidad radial. En julio, en tanto, el tribunal informó la realización de un juicio por el mismo delito en contra de «La Toma», el que se adelantó al ser abreviado, y que finalmente derivó en una condena en contra de Claude por 541 días de pena remitida. En abril de 2015, la justicia emitió una orden de detención en su contra tras no asistir a una audiencia.
En enero de 2015 rompió definitivamente con el Partido Humanista, al que acusa de utilizar boletas y facturas ideológicamente falsas para recuperar los gastos realizados en la campaña de 2013.
En octubre de 2016, el juicio por giro doloso de cheques fue declarado inconstitucional.

## Obras
- Una vez más la miseria, ¿Es Chile un país sustentable? (1997)
- Incorrectamente político (2006)
- El retorno de Fausto: Ricardo Lagos y la concentración del poder económico (2006)
- Manifiesto Eco-Socialista: Bases preliminares para fundar el eco-socialismo del siglo XXI en Chile
- Me duele Chile: Discursos de una candidatura épica y romántica (2014)

Coautoría
- Geografía económica de Chile (1982)
- Sustentabilidad ambiental del crecimiento económico chileno (1996)
- La tragedia del bosque chileno (1998)
- El Modelo Chileno: Democracia y desarrollo en los noventa (1999)
- Nosotros los Chilenos 12: El poder de los grupos económicos (2005), coautor junto a Roberto Amaro y Hugo Fazio.

## Historial electoral

### Elecciones presidenciales de 2013
- Elecciones presidenciales de 2013, para la Presidencia de la República, primera vuelta.

|  | 46,67 % |

|  | 25,01 % |

|  | 10,98 % |

|  | 10,11 % |

|  | 2,81 % |

|  | 2,35 % |

|  | 1,27 % |

|  | 0,57 % |

|  | 0,19 % |

Considera 41 321 mesas escrutadas (99,93%) de un total nacional de 41 349 (SERVEL).

### Elecciones municipales de 2021
- Elecciones municipales de 2021 para la alcaldía de Papudo[92]

| Candidato/a              | Pacto                  | Partido | Votos | %     | Resultado |
| ------------------------ | ---------------------- | ------- | ----- | ----- | --------- |
| Claudia Adasme Donoso    | Chile Vamos            | RN      | 1.296 | 29,38 | Alcaldesa |
| Rodolfo Fernández Alfaro | Independiente          | Ind.    | 1.292 | 29,29 |           |
| Manuel Berrios Morales   | Independiente          | Ind.    | 859   | 19,47 |           |
| Jaime Ahumada Robles     | Unidos por la Dignidad | DC      | 777   | 17,62 |           |
| Raquel González Espinosa | Frente Amplio          | RD      | 98    | 2,22  |           |
| Marcel Claude Reyes      | Unión Patriótica       | UPA     | 89    | 2,02  |           |